# ديفيد بلين (سياسي)
ديفيد بلين هو سياسي كندي، ولد في 12 أغسطس 1832 في آير في المملكة المتحدة، وتوفي في 6 مايو 1909 في تورونتو في كندا. نشط حزبياً في الحزب الليبرالي الكندي. وقد انتخب عضو مجلس العموم الكندي.